# Nguyễn Xước Hiện
Nguyễn Xước Hiện (1952) là Anh hùng lực lượng vũ trang nhân dân Việt Nam. Ông là nhân vật chính trong Phim tài liệu có tên "Nửa thế kỷ thầm lặng", nói về nỗi oan ông mang tiếng đào ngũ được Đài Phát thanh Truyền hình Phú Thọ thực hiện và giành Huy chương Vàng tại Liên hoan Truyền hình Toàn quốc năm 2018.

## Tiểu sử
Nguyễn Xước Hiện sinh ra trong một gia đình công giáo nghèo ở xã Phượng Vĩ, huyện Cẩm Khê, tỉnh Phú Thọ, Việt Nam. Ông nhập ngũ tháng 9 năm 1972 sau bốn lần đi khám tuyển không thành công. Cuối cùng, trước quyết tâm của mình, ông cũng được nhập ngũ
Sau thời gian huấn luyện ở Bắc Thái, đầu năm 1973, Nguyễn Xước Hiện được phiên vào chiến đấu trong đội hình Đại đội 3, Tiểu đoàn 7, Trung đoàn 64, Sư đoàn 320, Quân đội nhân dân Việt Nam, Mặt trận Tây Nguyên và Bắc Bình Định. Ngay khi bổ sung về đơn vị, ông được tham gia những trận đánh chống lấn chiếm ở Làng Dịt, Đồi 30, Đường 20 và Lệ Ngọc, Làng Siêu...
Trận đánh điển hình nhất, đi vào lịch sử của ông và đồng đội là trận đánh trên Đường số 7 tại Cheo Reo, tỉnh Phú Bổn (nay thuộc thị xã Ayun Pa, tỉnh Gia Lai) trong Chiến dịch Tây Nguyên năm 1975.

## Đời tư
Ông lập gia đình trước lúc lên đường nhập ngũ, người vợ ông ở nhà khi chị gái sinh em bé, sang trông cháu rồi phải lòng, theo luôn làm lẽ anh rể. Ở vậy chờ người vợ phụ bạc. Mãi sau này, năm 1978, ông gá nghĩa với bà Nguyễn Thị Nghĩa, người xã bên. Xây dựng gia đình trở lại sau nhiều năm, ông Hiện liên tiếp gặp những bi kịch. Vợ ông 7 lần sinh con thì 6 lần các sinh linh ấy bị quái thai, chết yểu do ảnh hưởng chất độc da cam. May mắn thay, Chúa vẫn thương ông khi đứa con thứ 7 -  Nguyễn Văn Hùng (sinh năm 1988) sinh ra khỏe mạnh và cho ông bà 3 đứa cháu nội.

## Mang tiếng oanđào ngũvà được minh oan
Năm 1977, Nguyễn Xước Hiện xuất ngũ trở về địa phương. Ông về một mình, không được đi an dưỡng, không có chế độ thương binh hay bệnh binh gì cả, thế là người ta đồn lên cái nghi án: ông đào ngũ.
Chiến công vang dội của ông Hiện được ghi lại trong Lịch sử Trung đoàn 64 Quyết Thắng, Sư đoàn 320, Quân đội nhân dân Việt Nam (1946 - 2006). Nhưng sách Lịch sử Trung đoàn 64 Quyết thắng cũng không... xuất bản, lưu hành. Thế nên thành tích chiến đấu của ông Hiện mấy chục năm qua vẫn chỉ mình ông biết
| “ | Từ 8h đến 19h ngày 19/03/1975, tiểu đoàn 7 chặn đánh quyết liệt với hàng chục xe tăng, xe thiết giáp và hàng trăm tên địch. Có lúc địch dùng 51 chiếc xe, trong đó 15 xe tăng, đánh tràn vào các chốt, xe tăng đè cả lên nóc hầm của đồng chí Lúa thuộc Đại đội 3. Mặc dù địch rất đông, nhưng các chiến sĩ bình tĩnh dũng cảm, vừa diệt xe tăng, vừa đánh bộ binh. Đồng chí Hiện (được chú thích là quê huyện Cẩm Khê, Phú Thọ), xạ thủ B41 bắn 5 quả đạn, diệt 3 xe tăng M48 và 1 xe M113 | ” |
| — Trích nguyên văn đoạn trong cuốn "Lịch sử Trung đoàn 64 Quyết Thắng, Sư đoàn 320" (1946-2006). Nhà xuất bản Quân đội nhân dân phát hành | |   |

Biết được tin, đông đảo đồng đội tử tế đã cất công đi điều tra, tìm văn bản gốc, thống kê những thành tích chiến đấu quật cường của ông. Thông tin về chiến công và sự oan khuất của ông Hiện đã dần được xem xét công minh hơn. Ngày 26 tháng 7 năm 2017, Quân khu 2 đã có quyết định cấp giấy chứng nhận thương binh và trợ cấp hằng tháng cho ông. Năm 2018, Nhà nước tặng danh hiệu Anh hùng Lực lượng vũ trang nhân dân cho ông. Lãnh đạo xã Phượng Vĩ và huyện Cẩm Khê vận động mọi người quyên góp xây tặng ông một ngôi nhà mới khang trang hơn. Tháng 7 năm 2015, ngôi nhà được hoàn thành với giá trị gần 300 triệu.

## Khen thưởng
Dũng sĩ diệt xe cơ giới cấp ưu tú
Dũng sĩ diệt địch cấp ưu tú
Huy chương Quân giải phóng Việt Nam
Huân chương Chiến công hạng Nhì (15 tháng 4 năm 1975).
Anh hùng Lực lượng vũ trang nhân dân (2018)